# Merlion

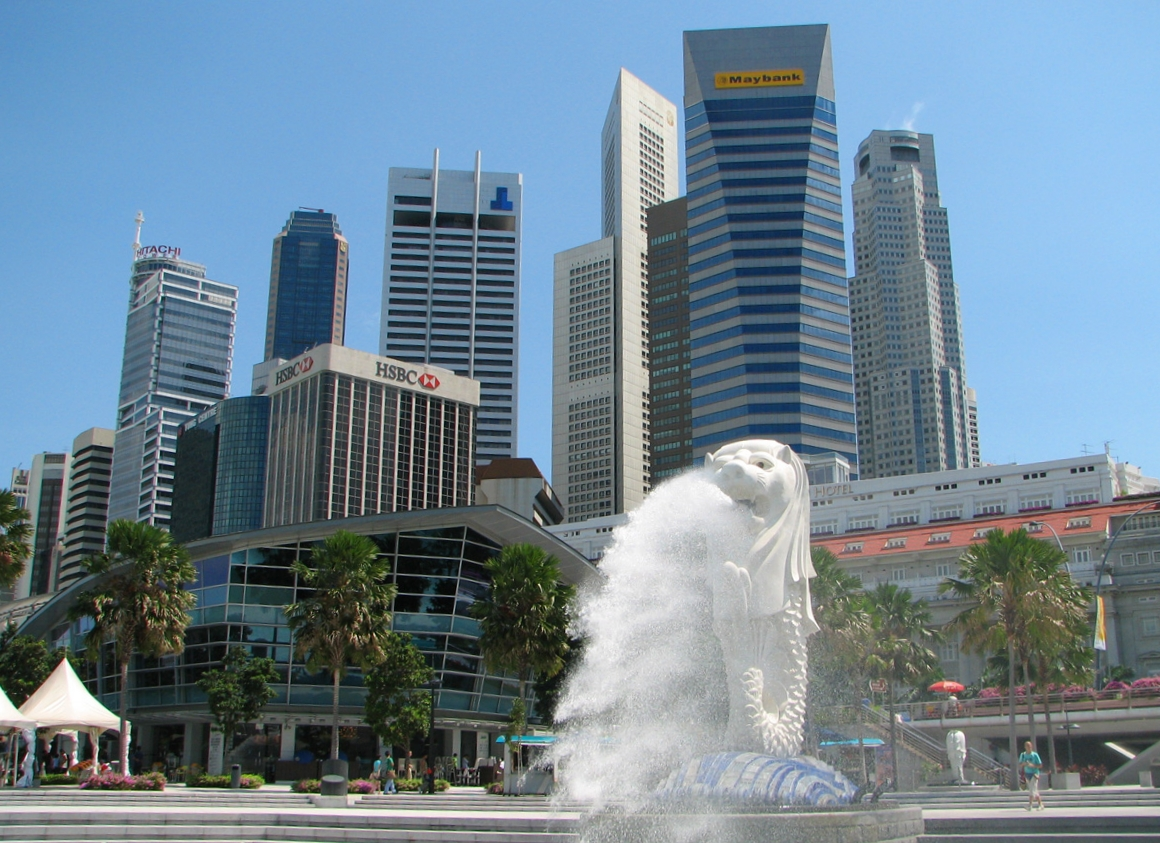

A merlion egy szobor, ami egy oroszlán fejű és haltestű élőlényt ábrázol. Neve a sellő(angolul:mermaid) és az oroszlán (angolul lion) szavakból származik. Fraser Brunner  tervezte 1964-ben a Szingapúri Idegenforgalmi Bizottság számára, és napjainkra Szingapúr nemzeti jelképévé vált. A városállamban öt hivatalos merlion szobor van elhelyezve. Edwin Thumboo 1979-ben költeményt írt róla Ulysses by the Merlion címmel.